# NGC 11
NGC 11 je galaksija u zviježđu Andromeda.

## Vanjske poveznice
- SEDS: NGC 0011